# Vera Santos
Vera Santos, née le 3 décembre 1981 à Santarém (Portugal), est une athlète portugaise, spécialiste de la marche, évoluant au Sporting Clube de Portugal.

## Palmarès
| Date | Compétition                   | Lieu                        | Résultat | Épreuve      | Marque     |
| ---- | ----------------------------- | --------------------------- | -------- | ------------ | ---------- |
| 1998 | Championnats du monde juniors | Annecy                      | 29e      | 5 000 m      | 24min33s63 |
| 2000 | Coupe d'Europe                | Eisenhüttenstadt            | 8e       | 10 km marche | 47min22s   |
| 2000 | Championnats du monde juniors | Santiago du Chili           | 22e      | 10 000 m     | 47min11s18 |
| 2002 | Coupe du monde                | Turin                       | 36e      | 20 km marche | 1h37min18s |
| 2002 | Championnats d'Europe         | Munich                      | 17e      | 20 km marche | 1h37min19s |
| 2003 | Championnats du monde         | Paris                       | 15e      | 20 km marche | 1h32min43s |
| 2004 | Coupe du monde                | Naumburg                    | 34e      | 20 km marche | 1h32min32s |
| 2005 | Coupe d'Europe                | Miskolc                     | 7e       | 20 km marche | 1h31min58s |
| 2005 | Coupe d'Europe                | Miskolc                     | 1re      | Par équipes  | 25 points  |
| 2005 | Championnats du monde         | Helsinki                    | 15e      | 20 km marche | 1h32min17s |
| 2006 | Coupe du monde                | La Coruña                   | 27e      | 20 km marche | 1h33min54s |
| 2006 | Championnats d'Europe         | Göteborg                    | 8e       | 20 km marche | 1h30min41s |
| 2007 | Championnats du monde         | Osaka                       | 11e      | 20 km marche | 1h34min28s |
| 2008 | Coupe du monde                | Tcheboksary                 | 3e       | 20 km marche | 1h28min17s |
| 2008 | Jeux olympiques               | Pékin                       | 9e       | 20 km marche | 1h28min14s |
| 2009 | Coupe d'Europe                | Metz                        | -        | 20 km marche | DQ         |
| 2009 | Championnats du monde         | Berlin                      | 5e       | 20 km marche | 1h30min35s |
| 2010 | Coupe du monde                | Chihuahua                   | 2e       | 20 km marche | 1h32min06s |
| 2010 | Championnats d'Europe         | Barcelone                   | 5e       | 20 km marche | 1h30min52s |
| 2010 | Challenge mondial de marche   | Challenge mondial de marche | 1re      | 20 km marche | 40 pts     |
| 2011 | Coupe d'Europe                | Olhão                       | -        | 20 km marche | DNF        |
| 2012 | Coupe du monde                | Saransk                     | 17e      | 20 km marche | 1h33min08s |
| 2012 | Jeux olympiques               | Londres                     | 48e      | 20 km marche | 1h35min51s |
| 2013 | Coupe d'Europe                | Dudince                     | 10e      | 20 km marche | 1h32min54s |
| 2013 | Coupe d'Europe                | Dudince                     | 2e       | Par équipes  | 23 points  |
| 2013 | Championnats du monde         | Moscou                      | 17e      | 20 km marche | 1h31min36s |
| 2014 | Coupe du monde                | Taicang                     | 11e      | 20 km marche | 1h28min02s |
| 2015 | Coupe d'Europe                | Murcie                      | 13e      | 20 km marche | 1h30min30s |
| 2015 | Coupe d'Europe                | Murcie                      | 3e       | Par équipes  | 38 points  |
| 2015 | Championnats du monde         | Pékin                       | 21e      | 20 km marche | 1h34min01s |

## Records
| Épreuve      | Performance  | Lieu    | Date       |
| ------------ | ------------ | ------- | ---------- |
| 20 km marche | 1h28min02sec | Taicang | 3 mai 2014 |